# Coeriana grandimacula
Coeriana grandimacula är en fjärilsart som beskrevs av William Schaus 1914. Coeriana grandimacula ingår i släktet Coeriana och familjen nattflyn. Inga underarter finns listade i Catalogue of Life.